# Synagoga Beth David w Tokio
Synagoga Beth David w Tokio – jedyna czynna synagoga znajdująca się w Tokio, stolicy Japonii, wchodząca w skład Centrum Żydowskiego.
Synagoga została zbudowana w 1953 roku. W budynku oprócz głównej sali modlitewnej znajduje się mykwa, klasa szkółki niedzielnej, biblioteka hebrajska, sala konferencyjna, stołówka koszerna, basen i inne. Obecnym rabinem synagogi jest Henri Noach.